# Més enllà dels somnis
Més enllà dels somnis  (títol original: What Dreams May Come) és una pel·lícula estatunidenca de 1998 dirigida per Vincent Ward. Ha estat doblada al català.

## Argument
Quatre anys després d'un tràgic accident on han mort els seus dos fills, el doctor Chris Nielsen és al seu torn víctima d'un accident mortal. Mentre que es troba al més enllà, la seva dona, Annie, s'enfonsa en una irreversible depressió suicida i es troba a l'infern entre les ànimes perdudes. Chris decideix doncs de intentar una expedició impossible per treure-la dels baixos fons del més enllà.

## Repartiment
- Robin Williams: Chris Nielsen
- Cuba Gooding Jr.: Albert Lewis
- Annabella Sciorra: Annie Collins-Nielsen
- Max von Sydow: The Tracker
- Jessica Brooks Grant: Marie Nielsen
- Josh Paddock: Ian Nielsen
- Rosalind Chao: Leona
- Lucinda Jenney: Sra. Jacobs
- Maggie McCarthy: Stacey Jacobs
- Wilma Bonet: Angie
- Matt Salinger: Reverend Hanley
- Carin Sprague: Cindy
- Werner Herzog: un rostre a l'infern

## Al voltant del film
La banda original va ser en principi composta per Ennio Morricone però va ser reemplaçada després de les projeccions de prova públiques, sense cap raó oficial.

## Acollida
El film va ser un fracàs comercial, informant aproximadament 87 milions de dòlars al box-office mundial, dels quals 55 a Amèrica del Nord, per a un pressupost de 85 milions.
Ha rebut una acollida critica regular, recollint un 54 % de crítiques positives, amb una nota mitjana de 5,7/10 i sobre la base de 68 crítiques recaptades, en el lloc Rotten Tomatoes
crítica
- "Un film que, fins i tot a la seva manera imperfecta, mostra com les pel·lícules poden imaginar el desconegut i portar la nostra imaginació a llocs meravellosos (...) Puntuació: ★★★½ (sobre 4)"[5]
- "Una bona ració de galimaties metafísic embolicat en un sorprenent embolcall físic"[6]

## Premis i nominacions
- Oscar 1999 als millors efectes especials visuals (per a Joel Hynek, Nicholas Brooks, Stuart Robertson i Kevin Scott Mack)
  - Nominació per a la millor direcció artística (per a Eugenio Zanetti i Cindy Carr)
- Premi Satellite als millors efectes visuals
- Premi d'Excel·lència 1999 de l'Art Directors Guild (per a Eugenio Zanetti, Jim Dultz, Tomas Voth i Christian Wintter)